# IC 2020
IC 2020 ist eine Spiralgalaxie vom Hubble-Typ Sc im Sternbild Netz am Südsternhimmel. Sie ist schätzungsweise 326 Millionen Lichtjahre von der Milchstraße entfernt und hat einen Durchmesser von etwa 50.000 Lichtjahren.
Im selben Himmelsareal befindet sich u. a. die Galaxie IC 2024.
Das Objekt wurde am 7. Dezember 1899 von DeLisle Stewart entdeckt.